# 2020년 베이루트 폭발 사고

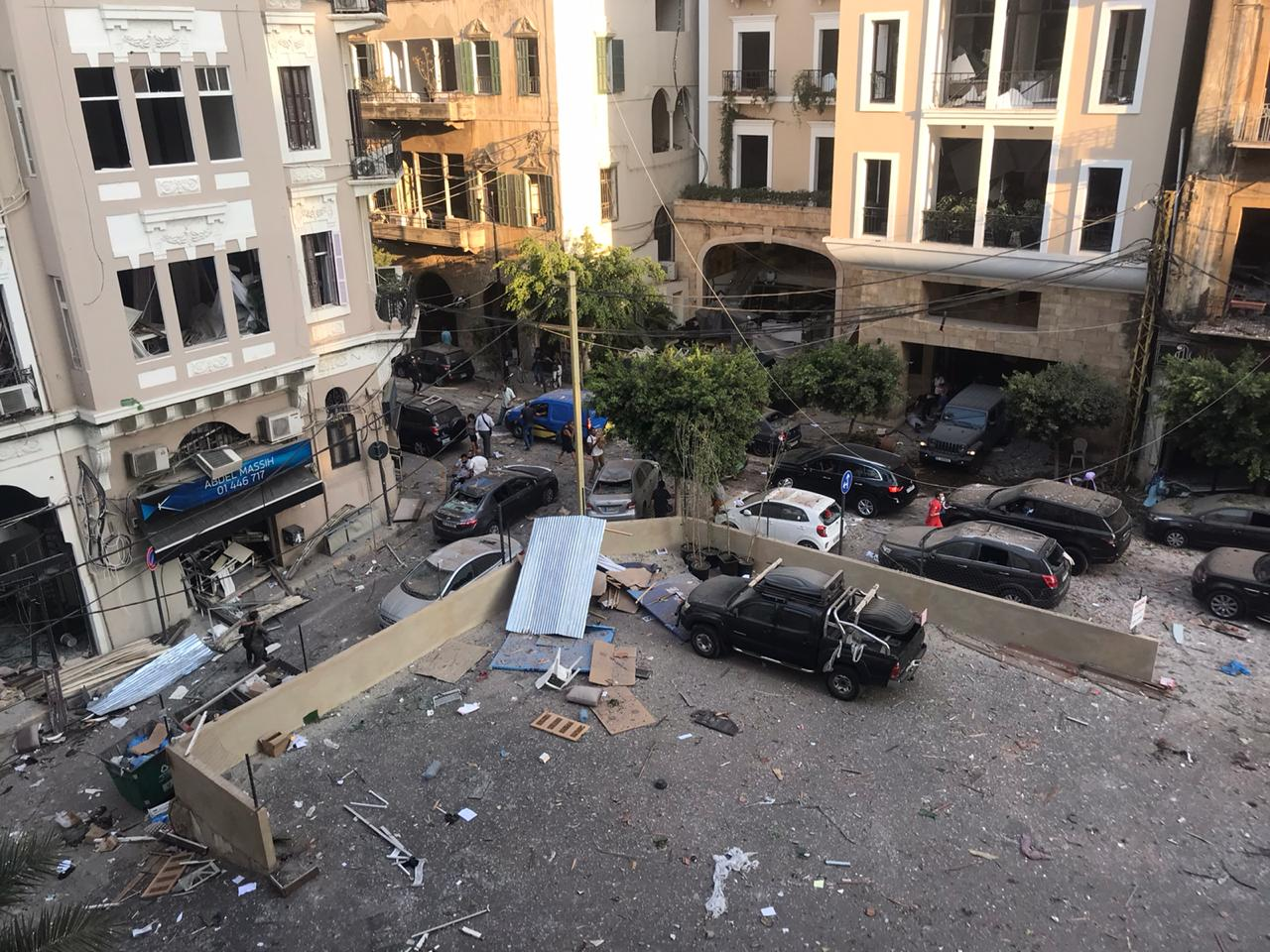
폭발 사고가 일어난 직후의 베이루트 현장. 배경상 외형을 봐도 참혹한 모습이 있다.

2020년 베이루트 폭발 사고(2020 Beirut explosions)는 2020년 8월 4일, 레바논의 수도인 베이루트의 시내 인근 항구인 베이루트항에서 일어난 폭발 사고이다. 이번 폭발 사고의 위력은 대체적으로 중화인민공화국 톈진시에서 2015년 8월 당시 일어난 폭발 사고인 2015년 톈진항 폭발 사고를 크게 능가하고 있는 사건으로 추정된다. 지금까지 발생한 사망자는 207명, 부상자는 6천여명에 이르는 것으로 잠정 집계되었으며, 일부는 실종자 중 사망자가 더 많아지게 될 것이라는 관측도 있다. 이 사건은 지난 6년간 레바논 정부 당국에 의해 압수 처리된 질산 암모늄 2,750톤 이상 보관중인 것과도 관계가 있는 것으로 알려지고 있다. 이 사고의 여파로 대형 곡물 창고 1동이 날라간 것으로 나와 있고, 피해를 당한 이재민도 역시 300,000 여명에 이른 것으로 잠정 집계되어 있다.

## 폭발

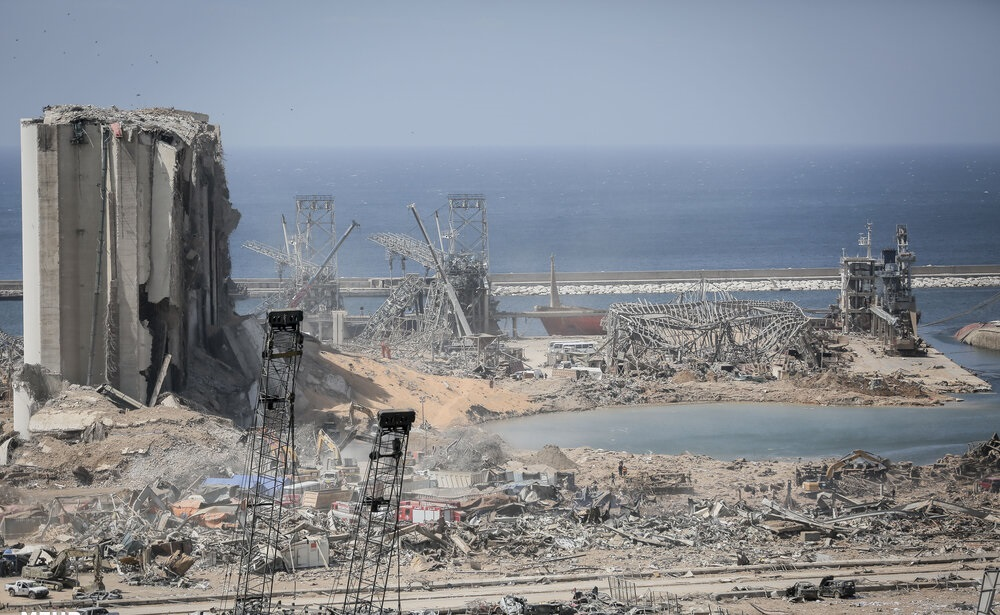
폭발 후 폐허가 된 장소

첫 번째 폭발은 비교적 작았고, 폭발로 화재와 연기가 일어났으며 목격자들은 불꽃놀이와 비슷한 불빛을 보았다고 말했다. 두 번째 폭발은 현지 시간으로 6시 8분에 일어났는데 규모가 첫 번째 폭발보다 훨씬 컸다. 폭발은 베이루트 도심을 뒤흔들었고 붉은 먼지구름을 일으켰다. 두 번째 폭발은 240km 떨어진 키프로스에서도 느낄 수 있었다.

## 원인
폭발의 원인은 바로 알려지지 않았다. 초기에 일부 언론은 폭죽 창고에서 폭발이 일어났다고 했지만, 석유 저장 시설이나 화학약품 저장 시설에서 폭발이 일어났다고 한 언론도 있었다. 폭발이 일어난 항구에는 질산염 등의 폭발물과 화학약품을 저장하는 창고가 있었다. 레바논 정보국장은 항구에 몇 년 동안 저장돼 있던 질산 암모늄이 폭발을 일으켰다고 말했다. 질산 암모늄은 2014년에 몰도바 선적 일반 화물선 MV 로서스에서 압수해 항구에서 보관하고 있었다.
비교적 최근인 2019년 8월 24일에 이스라엘이 무장조직 헤즈볼라의 건물에 폭탄을 장착한 무인기 2대로 공격을 시도한 사건 등 충돌이 있었던 탓에 이번 폭발이 이스라엘군의 공격 때문이라는 소문이 나돌기도 했다. 일부 베이루트 주민들은 폭발 전에 항공기 소음을 들었다고 주장했으나 이스라엘 정부는 이번 사건과는 무관하다며 부인했다.
헤즈볼라 소식통은 OTV 레바논과 인터뷰에서 "이스라엘이 베이루트항에 보관된 헤즈볼라 무기를 공격했기 때문에 폭발이 일어났다는 것은 사실과 다르다"고 선을 그었다.
레바논 방송 LBCI는 최고국방위원회 회의에 참석한 사람들을 인용, 근로자들이 문을 용접하던 과정에서 화학물질에 불이 붙었다고 전했다.

### 질산 암모늄
비료로 쓰일 만큼 구하기 쉬운 재료이기 때문에 폭약 제조 방법만 안다면 테러 리스트들은 질산 암모늄으로 사제 폭탄으로 만들 수 있다. 질산 암모늄이 화약 등 무기 제조의 기본 원료로 사용되는 것은 사실이다.
2020년 8월 5일, 중동에서 활동했던 로버트 베어 전 CIA 요원은 CNN과의 인터뷰에서 "폭발 당시 창고 안에 질산 암모늄이 있었을지 모르지만, 그게 대규모 폭발의 근본적인 원인이라고 생각하지 않는다"고 밝혔다. 베어 전 요원은 폭발 현장에 질산 암모늄뿐 아니라 탄약 등 군수품과 추진 연료 등이 있었을 것으로 추정했다. 그는 "폭발 원인은 질산 암모늄 같은 비료가 아니었다. 폭발 당시 공 모양의 오렌지색 화염이 나타난 것을 보면 분명히 군사용 폭발물이었다"고 강조했다.
미국 정부의 알코올·담배 및 화기부서 폭발물 조사관 출신인 토니 메이도 CNN에 "질산 암모늄 폭발물의 숨길 수 없는 징후가 노란 연기 구름"이라며 "이번 폭발 영상에서 나오는 분홍색이나 붉은 구름은 질산 암모늄과 일치하지 않는다"고 강조했다.
목격자들에 폭발 후 이상한 주황색 구름을 봤다고 증언했으며, 당국자들은 이런 구름이 질산 나트륨(sodium nitrate)폭발과 관련있다고 전했다.

## 피해

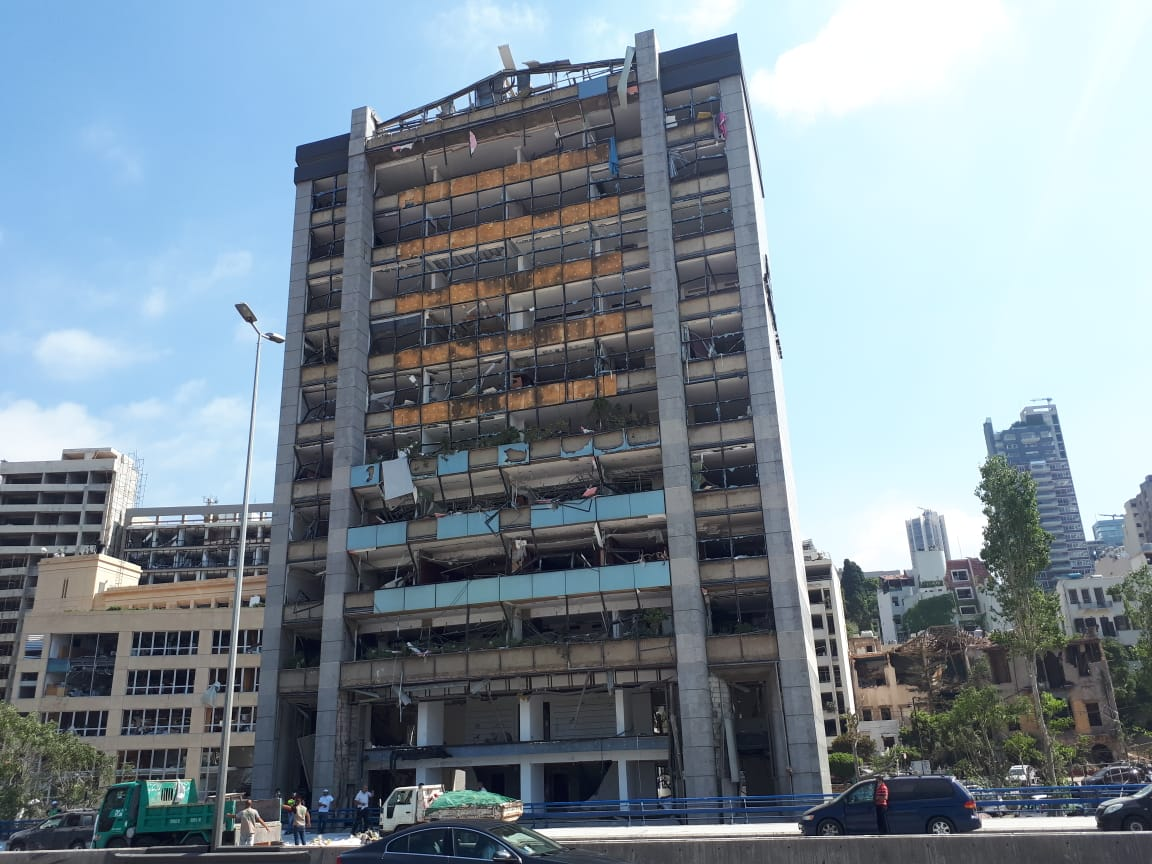
폭발 후 깨진 빌딩의 유리창

폭발로 적어도 220명이 목숨을 잃고 6천 명 이상이 부상을 입었다. 레바논 카타이브당의 당서기인 나자르 나자리안이 폭발로 목숨을 잃었고, 레바논 국영 전력회사의 사장 카말 하이에크는 위중한 상태에 빠졌다.
목격자들은 폭발이 일어난 곳에서 10 km 떨어진 곳에서도 폭발의 피해를 입었다고 밝혔다. 또한 베이루트에서 두 번째로 큰 곡물 저장 창고가 파괴됐다. 폭발로 병원 시설도 피해를 입어 환자를 수용하지 못하거나 길거리에서 환자들을 치료해야 했다.
독일 지질연구소 GFZ는 폭발 위력이 규모 3.5지진과 맞먹는 것이라고 밝혔으며 충격은 240 km 떨어진 키프로스에서도 느낄 수 있다.
레바논 수도 베이루트에서 4일(현지시간) 발생한 폭발 사고로 100명 이상이 사망하고 4000명 이상이 다친 가운데 아직 수천 명의 실종자가 아직도 잔해 속에 깔려 있어 아비규환 속 구조 작업이 혼란스럽게 이어지고 있다.

## 구호 시도
레바논 적십자사는 북부주와 베카주, 남부주에서 가용한 모든 구급차를 베이루트로 동원했다고 밝혔다. 폭발 이후에는 헬리콥터를 동원해 화재 진압을 시도했다. 레바논의 대통령 미셸 아운은 구호와 복구 작업에 6천 6백만 달러를 편성하겠다고 밝혔다. 이스라엘의 국방부 장관 베니 간츠와 외교부 장관 가비 아슈케나지는 레바논에 의료 지원을 하겠다고 밝혔다.

## 반응
레바논의 총리 하산 디아브는 폭발이 일어난 다음날을 추모의 날로 선포했다. 레바논의 대통령 미셸 아운은 이재민들을 도울 것이라고 밝혔고, 보건부 장관은 부상을 입은 사람들의 치료 비용을 지원할 것이라고 밝혔다. 베이루트주 주지사 마르완 아부드는 '국가적 참사'라고 표현했다.
이스라엘과 헤즈볼라는 폭발과의 연관성을 부정했다.
미국의 대통령 도널드 트럼프는 애도를 표하면서 폭발이 '끔찍한 공격'으로 보인다고 언급했다가 이후 '알 수 없는 일'이라며 발언을 정정하였다. 그리고, 대한민국의 문재인 대통령도 베이루트 폭발에 대해 애도를 표했고, 시진핑 중국 국가주석도 베이루트 사건을 반정부적인 테러리즘에 의한 폭발 사건으로 보아 역시 마찬가지로 위로 서한을 보내었던 것으로 나와 있다.
곧이어 레바논 국민들의 정부를 향한 규탄과 반정부 시위가 본격적으로 개시되었다. 하산 디아브 내각이 2020년 1월 출범하였으나 정부의 무능함과 관료의 부정부패로 그동안 뚜렷한 성과를 거두지 못했다는 것이다. 로이터통신에 따르면 폭발 이튿날인 8월 5일부터 반정부 시위의 기미가 보이더니, 6일 에마뉘엘 마크롱 프랑스 대통령이 레바논을 방문해 레바논 총리를 만나기 전에 먼저 레바논 국민들과의 소통 시간을 가지면서 수백 명이 반정부 시위를 벌였고 심지어 일부는 과거 레바논을 식민지배했던 프랑스의 수장인 마크롱에게 제발 레바논을 다시 통치해 달라는 식의 발언을 하여 레바논 국민의 절박함을 새삼 세계에 널리 떨쳤다. 레바논 매체 데일리스타에 따르면 8일에는 반정부 시위대와 경찰의 대규모 충돌이 일어났고, 퇴역 장성까지 나선 시위대에 경찰이 최루가스와 고무탄으로 맞서면서 109명의 사상자가 발생하였다. 특히 8일에는 레바논 야당인 기독교계 정당 카타이브당 소속 의원 3명이 폭발 참사로 의원직 사퇴를 발표하였는데, 카타이브당 사무총장 나자브 나자리안은 이미 폭발로 사망한 것으로 알려지면서 안타까움을 더했다.

## 같이 보기
- 2015년 톈진항 폭발 사고
- 핼리팩스 대폭발
- 하산 디아브
- 이란 샤히드 라자이 항구 폭발 사고